# Кибальчич Надія Костянтинівна
Наді́я Костянти́нівна Киба́льчич (у шлюбі Козловська, псевдоніми і криптоніми: Надія К., Н. К., Н. Максименко; *26 квітня 1878, с. Ясногород на Житомирщині — †19 вересня 1914) — українська письменниця. Донька Надії Кибальчич.

## Життєпис

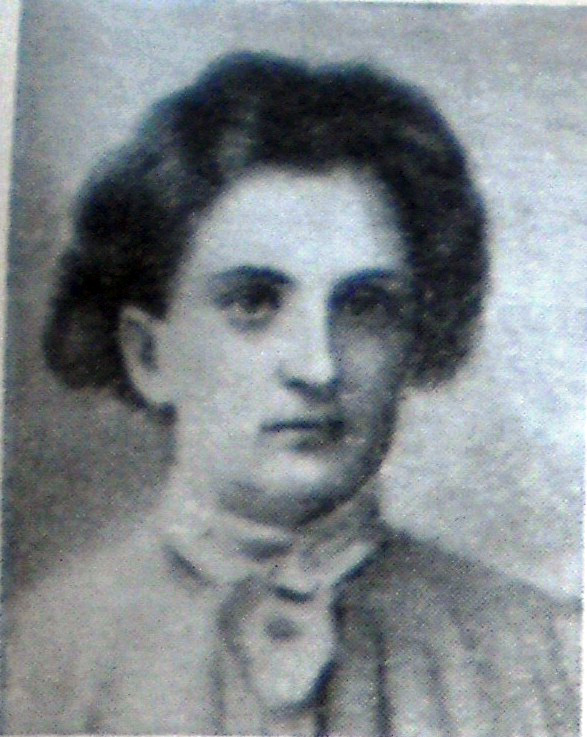
Надія Кибальчич

Народилася в родині дрібних дворян, мати, Кибальчич Надія Матвіївна, — українська письменниця. Хрещеною матір'ю була письменниця Ганна Барвінок. У дитинстві жила на Полтавщині у діда М. Т. Симонова (М. Номиса) — українського етнографа й фольклориста. Закінчила Лубенську гімназію.
Проти волі матері 16-річною Надія Кибальчич вступила в шлюб з лікарем Козловським. Через хворобу чоловіка (сухоти) подружжя п'ять років мешкало в Італії та Австрії, після повернення з-за кордону жили на Київщині (Трипілля).
З першими творами виступила 1898 р. Писала вірші, оповідання, які друкувалися в різних альманахах.
Під час революції 1905—1907 рр. була ув'язнена у херсонську тюрму.
1913 року вийшла друком її збірка «Поезії».
1914 року випущені прозові твори: «Пропащі сестри», «Злочинець», «Останні».
Перекладала з італійської, французької, німецької літератур, писала оповідання для дітей («Спогади кота Сивка», «Малий Ніно»).
Авторка «Споминів про Б. Грінченка». Дружила і листувалася з Лесею Українкою та Іваном Франком.
Смерть чоловіка стала причиною її самогубства, похована у селі Трипілля — нині Обухівського району Київської області.

Щодо дати смерті. Версія щодо 1916-го року помилкова, адже в 1915 році вже були опубліковані спомини Марії Грінченко "На дружні могили" - про Н. Кибальчич-Козлов-у та  Любину Шерстюк (покійну дружину Г. Шерстюка). Але ймовірно, що смерть сталася у вересні 1915-го (а не 14-го), бо в листі К. Малицької, датованім 29 листопада 1915, таке: 
"Глубоко потрясла мене також вістка про смерть Надїї Кибальчич і та страшна трагедія єї житя, яку змалювали Ви у своїй статї «На дружні могили». Не знала я єї лично, але бачила раз у Львові в Тов-і  педагогічнім.  І  досї  згадуєть  ся  єї  струнка  стать  і  незвичайно  смутне  облича.  Може  і  наше Педагогічне тов-о несвідомо докинуло каплю до єї чаші горя, бо довго здержувало виданє єї творів. Ще й досї остало там у Львові єї оповіданє для дїтей в переводї з італїйського. У час грози {окупація} взяла я для безпеки рукопис до себе до дому, а коли мене арештували, передала усе П. Трусевичівній. Дасть Бог, верне житє наше у своє русло і я подбаю видати оповіданє пок. Надії, а ремунерацию (часть) призначимо на цїль, яку Ви нам вкажете."

## Твори
Кибальчич Н. Ескізи. (З життя на селі). Рідний край. 1912. № 37. С. 39.
Кибальчич Н. Оповідання. К., 1914. 148 с.
Кибальчич Н. Смутна пісня. Літературно-науковий вісник. 1901. Т. 15. С. 308—312.
Кибальчич Н. В старих палатах // Винничук Ю. Потойбічне. Українська ґотична проза XX ст. Львів: піраміда, 2005.
КИБАЛЬЧИЧ Н. В старих палатах // Винничук Ю. Антологія української містичної прози (Шкільна бібліотека). Харків: Фоліо, 2018. С.168-182.

## Твори на електронних ресурсах
Надія Кибальчич. Твори на порталі Чтиво: https://chtyvo.org.ua/authors/Kybalchych_Nadiia/
Надія Кибальчич. «Десь грають»: https://osvita.ua/school/literature/k/80569/
Надія Кибальчич. Спогади кота Сивка: https://xn--80aaukc.xn--j1amh/spogady-kota-syvka.html
Надія Кибальчич. Останні: https://bul.in.ua/k/kybalchych-nadiia/ostanni/
Кибальчич Н. В старих палатах: https://chtyvo.org.ua/authors/Vynnychuk/Potoibichne_Ukrainska_gotychna_proza_XX_st/

## Аудіозаписи творів
Надія Кибальчич. Малюнок «Десь грають»: https://www.youtube.com/watch?v=IIQ0Msq0bas